# بخش تیروچیراپلی
بخش تیروچیراپلی (به انگلیسی: Tiruchirappalli district) یک بخش در هند است که در تامیل نادو واقع شده‌است. بخش تیروچیراپلی ۲٬۷۲۲٬۲۹۰ نفر جمعیت دارد.